# 코다 가쿠토
코다 가쿠토(甲田 学人, 1977년 ~)는 일본의 라이트 노벨 작가이다. 오카야마현 쓰야마시 출신. 니쇼가쿠샤대학을 졸업. 본명은 코다 마나부(甲田 学).
제7회 전격 게임 소설 대상(현 전격 소설 대상)에서 단편 소설 《야마(夜魔) 죄과조인기담(罪科釣人奇譚)》이 최종 전형에 남은 것으로 그 필력을 인정받아, 신작 《Missing 카미카쿠시 이야기》로 전격 문고에서 데뷔하였다.

## 인물
오컬트나 민속학에 대한 조예가 깊어, 작품 안에서 “강의” 하는 일이 자주 있다. 또, 독자의 통각을 자극하는듯한 묘사로 정평이 나 있다.
“내 작품은 호러가 아니라 동화다”“잔혹한 묘사는 있지만, 그로테스크함은 절대 없다”등을 책의 후기에 주장하고 있지만, 독자의 동의를 얻고 있다고 말하기는 힘들다. (《단장의 그림》에서 처음으로 “스푼 한 숟갈 정도의, 그로테스크”를 더했다, 고 후기에 적었다.)
상당한 애주가로, 주당이다. 특히 일본술에 까다롭다. 그러나, ‘폭주가’라고 말하면 “그렇지 않다”고 받아친다.
이전에는 일러스트레이터를 목표로 삼았기에, 자화상에 쓰이는 일러스트도 직접 그린 것이다.
덧붙여 다른 전격 문고 작가들과 《동물의 숲》을 플레이한 적이 있었던 듯 하다. 그때 마을사람들에게 〈죽음〉이라고 쓰여있는 T셔츠를 유행시켰다고.

## 작품 목록

### 전격 문고 발행
- Missing
- 단장의 그림